# Понтон дел'Елче (Рим)
Понтон дел'Елче је насеље у Италији у округу Рим, региону Лацио.
Према процени из 2011. у насељу је живело 1736 становника. Насеље се налази на надморској висини од 166 м.